# National Football League 1925
La stagione NFL 1925 fu la 6ª stagione sportiva della National Football League, la massima lega professionistica statunitense di football americano. La stagione iniziò il 20 settembre e si concluse il 20 dicembre 1925 con la vittoria dei Chicago Cardinals.
Anche se ufficialmente i Cardinals vennero dichiarati campioni dalla lega, i Pottsville Maroons contestarono la decisione in quanto originata da una controversia riguardante una partita giocata dai Maroons e non autorizzata dalla lega. Nel 2003 la NFL riconsiderò la vicenda, ma non ritenne di dover cambiare l'assegnazione del titolo.

## La stagione
La prima partita della stagione fu giocata il 20 settembre 1925, mentre l'ultima venne disputata il 20 dicembre.

### Risultati della stagione
- V = Vittorie, S = Sconfitte, P = Pareggi, PCT = Percentuale di vittorie, PF = Punti Fatti, PS = Punti Subiti
- Nota: nelle stagioni precedenti al 1972 i pareggi non venivano conteggiati nel calcolo della percentuale di vittorie.

| National Football League |    |   |   |     |     |     |
| Squadra                  | V  | S | P | PCT | PF  | PS  |
| Chicago Cardinals        | 11 | 2 | 1 | 846 | 230 | 65  |
| Pottsville Maroons       | 10 | 2 | 0 | 833 | 270 | 45  |
| Detroit Panthers         | 8  | 2 | 2 | 800 | 129 | 39  |
| Akron Pros               | 4  | 2 | 2 | 667 | 65  | 51  |
| New York Giants          | 8  | 4 | 0 | 667 | 122 | 67  |
| Frankford Yellow Jackets | 13 | 7 | 0 | 650 | 190 | 169 |
| Chicago Bears            | 9  | 5 | 3 | 643 | 158 | 96  |
| Rock Island Independents | 5  | 3 | 3 | 625 | 99  | 58  |
| Green Bay Packers        | 8  | 5 | 0 | 615 | 151 | 110 |
| Providence Steam Roller  | 6  | 5 | 1 | 545 | 111 | 101 |
| Canton Bulldogs          | 4  | 4 | 0 | 500 | 50  | 73  |
| Cleveland Bulldogs       | 5  | 8 | 1 | 385 | 75  | 135 |
| Kansas City Cowboys      | 2  | 5 | 1 | 286 | 65  | 97  |
| Hammond Pros             | 1  | 4 | 0 | 200 | 23  | 87  |
| Buffalo Bisons           | 1  | 6 | 2 | 143 | 33  | 113 |
| Duluth Kelleys           | 0  | 3 | 0 | 0   | 6   | 25  |
| Dayton Triangles         | 0  | 7 | 1 | 0   | 3   | 84  |
| Rochester Jeffersons     | 0  | 6 | 1 | 0   | 26  | 111 |
| Milwaukee Badgers        | 0  | 6 | 0 | 0   | 7   | 191 |
| Columbus Tigers          | 0  | 9 | 0 | 0   | 28  | 124 |

## Vincitore
| Vincitori del campionato NFL 1925 Chicago Cardinals 1º titolo |